# Mendori Island
Mendori Island (von japanisch めんどりり島 Mendori-jima, deutsch ‚Henneninsel‘) ist eine kleine Insel vor der Prinz-Harald-Küste des ostantarktischen Königin-Maud-Lands. Sie ist die nördlichste einer Gruppe aus drei Inseln, die 800 m nordwestlich der Meerenge zwischen der Ongul-Insel und der Ost-Ongul-Insel liegen. Die beiden anderen Inseln der Gruppe sind Wakadori Island und Hiyoko Island.
Luftaufnahmen und Vermessungen einer von 1957 bis 1962 durchgeführten japanischen Antarktisexpedition, infolge derer auch die Benennung erfolgte, dienten der Kartierung der Insel. Das Advisory Committee on Antarctic Names übertrug die japanische Benennung aus dem Jahr 1972 im Jahr 1975 in einer Teilübersetzung ins Englische.